# Antimatter
Antimatter es una banda de ambient rock formada originalmente por Duncan Patterson, antiguo bajista de Anathema.Es el proyecto del antiguo miembro Mick Moss. El proyecto fue formado en 1997 por Duncan Patterson (exbajista / compositor de Anathema) y Moss. La pareja lanzó tres álbumes juntos: Salvador, Lights Out y Planetary Confinement. Poco después de la finalización del Confinamiento Planetario, Patterson se fue para comenzar otra banda llamada Íon. Moss continuó y lanzó el cuarto álbum del proyecto, Leaving Eden, seguido por 'Live @ An Club' de 2009, (lanzado en su propio sello Music In Stone), Alternative Matter de 2010 y Fear Of A Unique Identity de 2012. Más recientemente, Moss lanzó el sexto álbum Antimateria, The Judas Table, en 2015.
El proyecto se caracteriza por presentar atmósferas ambientales y melancólicas. Los primeros álbumes de Antimatter, Saviour,  Lights Out  y  Planetary Confinement se enfocaron en las voces femeninas y melódicas, la música electrónica de oscuras atmósferas y una mezcla entre el gótico y el trip hop mientras que los últimos trabajos como Leaving Eden muestran un sonido más acústico.
Los álbumes anteriores de Antimatter, Savior and Lights Out, se centraron en líneas vocales melódicas (a menudo por vocalistas femeninas invitadas), electrónica oscura y equilibrada en el límite entre gothic y trip hop. El confinamiento planetario marcó el comienzo de un cambio hacia un sonido de rock melancólico más acústico. Dejando Eden, con Mick Moss como el único compositor y cantante, continúa en esta dirección y también le da a las guitarras eléctricas un papel más destacado. El resultado es un álbum que suena más pesado, con poca huella del sonido ambiental de Antimatter temprana. El álbum Fear Of A Unique Identity presenta una imagen enérgica más en capas, mezclando todas las texturas pasadas de Antimatter con una sensación. Los álbumes anteriores de Antimatter, Savior and Lights Out, se centraron en líneas vocales melódicas (a menudo por vocalistas femeninas invitadas), electrónica oscura y equilibrada en el límite entre gothic y trip hop. El confinamiento planetario marcó el comienzo de un cambio hacia un sonido de rock melancólico más acústico. Dejando Eden, con Mick Moss como el único compositor y cantante, continúa en esta dirección y también le da a las guitarras eléctricas un papel más destacado. El resultado es un álbum que suena más pesado, con poca huella del sonido ambiental de Antimatter temprana. El álbum Fear Of A Unique Identity presenta una imagen enérgica más en capas, mezclando todas las texturas pasadas de Antimatter con una sensación New wave.

## Discografía
- Antimatter - Saviour (Prophecy/The End, 2001)
- Antimatter - Lights Out (Strangelight/Prophecy/The End, 2003)
- Antimatter - Live@K13 (Strangelight, 2003)
- Antimatter - Unreleased 1998-2003 (Internet release, 2003)
- Antimatter - Planetary Confinement (Prophecy/The End, 2005)
- Antimatter - Leaving Eden (Prophecy Productions, 2007)
- Antimatter - Live@An Club (Music in Stone, 2009)
- Antimatter - Alternative Matter (Prophecy, 2010)
- Antimatter - Fear of a Unique Identity (Al Groves, 2012)
- Antimatter - The Judas Table (Prophecy, 2015)
- Antimatter -  Black Market Enlightenment  (Antimatter, 2018)